# Bahia Boussad
Pour les articles homonymes, voir Boussad.
Bahia Boussad, née le 31 janvier 1979, est une athlète algérienne, spécialiste de la marche athlétique.

## Carrière
Elle est médaillée d'or du 10 km marche aux Championnats d'Afrique de marche en 1999 à Boumerdès et médaillée de bronze du 20 km marche aux Jeux africains de 1999 à Johannesbourg.
Elle remporte la médaille d'or du 20 km marche aux Championnats d'Afrique d'athlétisme 2000 à Alger et la médaille d'argent du 20 km marche aux Championnats d'Afrique d'athlétisme 2002 à Tunis, et est médaillée d'or du 10 km marche aux Jeux afro-asiatiques de 2003 à Hyderabad et aux Jeux panarabes de 2004 à Alger. Elle est médaillée de bronze du 20 km marche aux Championnats d'Afrique d'athlétisme 2004 à Brazzaville.
Bahia Boussad participe aux Jeux olympiques d'été de 2000 à Sydney, terminant 45e du 20 km marche.

## Palmarès
| Date | Compétition                      | Lieu          | Résultat | Épreuve      | Temps           |
| ---- | -------------------------------- | ------------- | -------- | ------------ | --------------- |
| 1999 | Championnats d'Afrique de marche | Boumerdès     | 1re      | 10 km marche | 51 min 36 s     |
| 1999 | Jeux africains                   | Johannesbourg | 3e       | 10 km marche | 51 min 31       |
| 2000 | Jeux olympiques                  | Sydney        | 45e      | 20 km marche | 1 h 52 min 50 s |
| 2000 | Championnats d'Afrique           | Alger         | 1re      | 10 km marche | 49 min 33 s     |
| 2002 | Championnats d'Afrique           | Tunis         | 2e       | 10 km marche | 49 min 57 s     |
| 2003 | Jeux afro-asiatiques             | Hyderabad     | 1re      | 10 km marche | 51 min 23 s 70  |
| 2003 | Championnats panarabes           | Amman         | 1re      | 10 km marche | 51 min 1 s 1    |
| 2004 | Jeux panarabes                   | Alger         | 1re      | 10 km marche | 53 min 39 s 9   |
| 2004 | Championnats d'Afrique           | Brazzaville   | 3e       | 20 km marche | 1 h 46 min 12 s |
| 2004 | Coupe du monde de marche         | Naumbourg     | 63e      | 20 km marche | 1h 41 min 08    |
| 2005 | Championnats d'Afrique de marche | Tunis         | 1re      | 20 km marche | 1 h 47 min 1 s  |
| 2005 | Championnats panarabes           | Radès         | 3e       | 10 km marche | 52 min 04 s     |